# いただきストリート ゴージャスキング
『いただきストリート ゴージャスキング』とは、エニックス（現・スクウェア・エニックス）から1998年9月23日に発売されたプレイステーション用ボードゲームである。いただきストリートシリーズの第3作。

## 概要
前作から4年を経ての登場。『1』および『2』の総集編的な作品であり、収録マップの大半は過去2作の再録である。また、前作の登場キャラのうち8人が3つ年齢を重ねて再登場する。
スーパーファミコンからプレイステーションへハードが変わったものの、グラフィックは前作を踏襲したものとなっている。キャラクターデザインは前作に続いて大川清介。
プログラム開発は、株式会社トムキャットシステム。AI部分の担当は、三村和成(開発当時は、株式会社トムキャットシステムの取締役。現 株式会社ビットダイバーズ代表取締役)が担当。
スーパーファミコン版ではサイコロを振って進むごとにオートセーブされていたが、本作では1回のプレイにつき、公式ゲームでは最高5回まで、トーナメントでは試合終了時のみと、それぞれセーブの際に制限が設けられている。
また、『スーパーファミコン ドラゴンクエストIII』に登場したすごろく場をいたスト風にアレンジした「すごろくタウン」モードを登場し、このモードをクリアしていくことで、隠れキャラや隠しマップの出現など、いたスト本編にさまざまな影響を及ぼす。
本編と「すごろくタウン」を攻略し、「ゴージャスキング」の称号を得ることがこのゲームの最終目的である。

## 登場キャラクター

### 『2』からの再登場キャラ
ここでは『2』からの変更点のみを記述する。
山本 しんじ
17歳、高校3年生。ランクはCになっている。
宮島 なつひこ
25歳、ゲームライター。趣味はネットサーフィン。
矢崎 せいじ
29歳。
枕崎 へいすけ
73歳。『2』ではおひつじ座だったが、今作では何故かやぎ座になっている。
立花 あやか
16歳、高校2年生。お転婆でいたずら好き。趣味は友達とカラオケ。ランクはCになっている。
森下 このみ
20歳、タレント。
西園寺 かおるこ
22歳、社長秘書。
シェリー・フォックス
25歳、英会話スクール講師。
マハラジャ
すごろくタウンの最終マップ「マハラジャの屋敷」のゴールでサイコロバトルで対戦する。

### 新登場キャラ
井坂 りゅうた（いさか りゅうた） - Dランク
9歳、小学4年生。射手座のB型。喜怒哀楽に富んだ熱血少年。趣味はレースゲーム。
三島 よしき（みしま よしき） - Cランク
18歳、フリーター。牡牛座のB型。勝気で生意気。趣味はストリートバスケ。
ドナルド・ランバート - Cランク
52歳、貿易会社社長。蠍座のB型。豪放磊落にして快活。趣味は日本の古美術集め。
ロン・シャオラン - Aランク
38歳、やり手の実業家。誕生日は不明のAB型。人を乗せるのが得意だがゲームに負けそうになると…?? 趣味は麻雀と酒。
ベネッサ・フランソワ - Dランク
8歳、小学3年生。双子座のAB型。寂しがり屋で人見知り。趣味は着せ替え人形遊び。
安藤 まみ・なみ（あんどう まみ・なみ） - Bランク
通称「マミナミ」。17歳、仲良し双子姉妹。天秤座のB型。姉・まみは大人しく、妹・なみは明るい性格。趣味はまみがピアノ、なみがカラオケ。
緒方 さき（おがた さき） - Bランク
28歳、劇団員。蟹座のO型。男っぽいが、女らしい性格。趣味は料理、バイク。
大下 ひでこ（おおした ひでこ） - Dランク
42歳、専業主婦。乙女座のB型。いわゆるおばちゃんキャラ（発売当時の世相でいえばオバタリアン）。趣味は井戸端会議。
木下 うめ（きのした うめ） - Aランク
年齢不詳、無職。射手座のO型。ドケチで意地が悪く、気が短い。趣味は宝くじ。
九条 ひかる（くじょう ひかる） - Bランク
隠れキャラ、その1。21歳、蟹座のA型。財閥の御曹司。趣味は外車のコレクション。
上岡 るりあ（かみおか るりあ） - Aランク
隠れキャラ、その2。25歳、魚座のA型。テレビアナウンサー。本作の進行役でもある。
プリシラ（本名は不明）
隠れキャラ、その3。24歳、乙女座のA型。『2』以降の作品で、イベントで登場するマハラジャの妹。

### コンピュータの戦略
前作ではAランクのキャラクターのみ行っていた10株売りをDランクでも行うようになった。ただし前作のように執拗に仕掛けてくるわけではなく、相乗り状態でランダムに行使する。
前作ではエリア独占のため、独占崩し、強引制覇3種の五倍買いパターンがあったが、独占のための五倍買いしか行ってこない。物件の取引はcpu同士では行われなくなった。
増資レベルは前回と同様ランクが反映され、Cランク以上からうまくなっているが、Aランクでも流動資金にゆとりがない段階での無計画増資をする者もいる。
「対戦相手成長モード」においてはキャラクターのランクを上げることができる。ひとつのマップが終了するごとに、コンピューターが操るキャラクターが経験を積んで成長する。各キャラクターの成長の上限は、キャラクター選択時に確認が可能。ランクが上昇することで次第に巧妙な戦法を使うようになる。
総合的に守りは堅くなったが、2よりは弱くなっている。

## マップ

### 『2』からの再登場マップ
STREET1 貝がら島
初心者用のマップ。トーナメントでは選ぶことができない。
STREET2 レイクマウンテン

STREET3 クローバーランド
3つの大きな葉を模したブロックに分かれているマップ。
STREET4 ムーンシティー
上下が繋がった、十字型をしたマップ。
STREET5 スラリン
ドラゴンクエストのスライムをモチーフにしたマップ。
STREET6 摩天楼
階層が分かれているマップ。
STREET7 左半球
世界地図をモチーフにしたマップ。
STREET8 ドリームワールド
遊園地をモチーフにしたマップ。初期状態で空き地がある。
STREET9 フリーウェイ
東京をモチーフにしたマップ
STREET10 太陽系
太陽系の各惑星をモチーフにしたマップ。
STREET11 海底都市
海底都市をモチーフにしたマップ。
STREET12 カジノタウン
カジノが多くマップ上にある。
STREET13 ソフィーの洞窟
階層が３層に分かれているマップ。
STREET14 日本列島
日本列島をモチーフにしたマップ。

### その他のマップ
STREET15 アメリカ大陸
アメリカ大陸とハワイをモチーフにしたマップ。
STREET16 宇宙星雲
正方形の特殊なマップ。外周では曲がることができるが、1マスでも中に入ると反対側の外周までまっすぐ進むことしかできなくなる。
STREET17 サパタの地上絵
♂♀をモチーフにしたマップ。
STREET18 スペースコロニー
スペースコロニーをモチーフにしたマップ。
STREET19 クイーンバニー号
豪華客船をモチーフにしたマップ。
STREET20 原始時代
原始時代をモチーフにしたマップ。
STREET21 浮遊大陸
天空に浮いている城（都市）をモチーフにしたマップ。
STREET22 呪いの館
お化け屋敷をモチーフにしたマップ